# 게이지 이론 (수학)
수학, 특히 미분기하학에서 게이지 이론(영어: Gauge theory)은 선형 다발, 주다발 및 올다발에서 정의된 접속에 대한 일반적인 연구이다. 수학의 한 분야인 게이지 이론과 게이지 대칭을 가진 장론인 물리학의 게이지 이론은 밀접하게 관련되어 있다. 물리학에서 게이지 이론을 수학에서 게이지 이론과 혼동하지 않도록 주의하라.
수학에서 게이지 이론은 일반적으로 게이지 이론적 방정식의 연구와 관련이 있다. 이 방정식들은 선형 다발 또는 주다발의 접속을 포함하거나 선형 다발의 단면을 포함하는 미분방정식이므로 게이지 이론과 기하 해석학 사이에 강한 연관이 있다. 이런 방정식은 종종 물리적으로 의미가 있으며 양자장론이나 끈 이론의 중요한 개념에 해당하는 동시에, 수학적으로 중요한 의미도 있다. 예를 들어, 양-밀스 방정식은 주다발의 접속에 대한 연립 편미분방정식이며, 물리학에서 이 방정식에 대한 해는 고전적 장론에 대한 운동 방정식의 진공 해이다.
게이지 이론은 매끄러운 다양체의 새로운 불변량, 초켈러 다양체와 같은 특이한 기하학적 구조의 구성, 또한 선형 다발의 모듈라이 공간 및 연접층과 같은 대수기하학의 중요한 구조에 대한 또 다른 설명을 제공하는 데 사용된다.

## 역사
미분 기하학에서 게이지 이론은 마이클 아티야, 이저도어 싱어 및 나이절 히친의 4차원의 리만 다양체에 대한 자기 쌍대 방정식에 대한 연구에 그 기원을 두고 있다. 이 연구에서는, 유클리드 공간에서 자기 쌍대 접속(순간자)의 모듈라이 공간이 연구되었으며, 양의 정수 {\displaystyle k}에 대해 {\displaystyle 8k-3}차원임이 보여졌다. 이는 물리학자들의 BPST 순간자 발견과 {\displaystyle k=1}일 때 4차원 양-밀스 방정식에 대한 진공 해와 관련 있다. 이런 순간자는 5개의 매개변수들, 중심 {\displaystyle z\in \mathbb {R} ^{4}} 그리고 규모 {\displaystyle \rho \in \mathbb {R} _{>0}}를 선택하여 정의되며, {\displaystyle 8-3=5}차원 모듈라이 공간에 대응된다.
이와 비슷한 시기에, 마이클 아티야와 리차드 와드는 복소 사영 공간 {\displaystyle \mathbb {CP} ^{3}}에서 자기 쌍대 방정식과 대수적 선형 다발에 대한 해 사이의 연관성을 찾았다. 또 다른 중요한 초창기 연구는 아티야, 블라디미르 드린펠트, 히친 및 유리 마닌에 의한 ADHM 작도이다. 이 구성은 유클리드 공간 {\displaystyle \mathbb {R} ^{4}}에서 순수 선형 대수적 성질들로 부터 반자기 쌍대 방정식에 대한 해를 허용했다.
1980년대 초에 게이지 이론의 발전을 이끈 중요한 돌파구가 있었다. 이 시기에 아티야와 라울 보트가 했던 리만 곡면 위에서 양-밀스 방정식에 대한 중요한 연구는 게이지 이론 문제가 흥미로운 기하학적 구조를 일으킬 수 있음을 보여주었으며, 이를 계기로 무한 차원 운동량 사상, 모스 이론 및 게이지 이론과  대수 기하학의 연관성에 대한 연구가 발전되었다. 기하 해석학의 중요한 해석적 도구는 접속 및 곡률의 해석적 성질을 연구한 카렌 울렌벡에 의해 이때 개발되어 중요한 컴팩트성 결과들을 증명했다. 이 분야에서 가장 중요한 발전은 사이먼 도날드슨과 에드워드 위튼의 연구로 인해 발생했다.
도날드슨은 대수 기하학과 기하 해석학적 방법을 조합하여 현재 도널드슨 불변량으로 알려진 4가지 다양체들의 새로운 불변량을 구성했다. 이 불변량으로 인해 매끄러운 구조를 허용하지 않는 위상다양체의 존재성이나, 유클리드 공간 {\displaystyle \mathbb {R} ^{4}}에 비가산 가지의 매끄러운 구조의 존재성과 같은 새로운 결과가 증명될 수 있었다. 이 공로로 도날드슨은 1986년 필즈상을 수상했다.
위튼은 3차원에서 천-사이먼스 이론에서 발생하는 양을 매듭의 불변량인 존스 다항식과 관련시킴으로써 위상 불변량을 설명하는 게이지 이론의 힘을 유사하게 관찰했다. 이 업적과 도날드슨 불변량의 발견, 그리고 안드레아스 플뢰어의 플뢰어 호몰로지에 대한 새로운 업적은 위상 양자장론 연구에 영감을 주었다.
다양체의 불변량을 정의하는 게이지 이론의 힘이 알려진 후 수학적 게이지 이론은 인기를 얻었다. 자이베르그-위튼 불변 및 바파-위튼 불변과 같은 추가 불변량이 알려지게 되었다. 안정 선형 다발에 대한 양-밀스 접속과 관련된 코바야시-히친 편지에 대한 도날드슨, 울렌벡 및 야우싱퉁의 연구로 대수 기하학과 게이지 이론의 강력한 연관성이 알려지게 되었다. 힉스 다발에 대한 히친과 카를로스 심프슨의 연구는 게이지 이론에서 발생하는 모듈라이 공간이 초켈러 다양체와 같은 특이적인 기하학적 구조를 가질 수 있을 뿐만 아니라 히친 계를 통해 적분가능계와 연관성을 가질 수 있음을 보여주었다. 끈 이론과 칼라비-야우 다양체들의 거울 대칭성의 관계에서 게이지 이론은 호몰로지 거울 대칭 가설과 AdS/CFT 대응을 표현하는 데 필수적이다.

## 기본 연구 대상
게이지 이론의 기본적인 연구 대상은 선형 다발과 주다발의 접속이다. 이 절에서는 이러한 구성을 간략하게 살펴보고 자세한 내용을 볼 수 있는 주요 문서를 언급한다. 여기에 설명된 구조는 미분 기하학 문헌의 표준이며 게이지 이론적인 관점에서 주제에 대한 소개는 도날드슨과 피터 크론하이머의 책에서 찾을 수 있다.

### 주다발

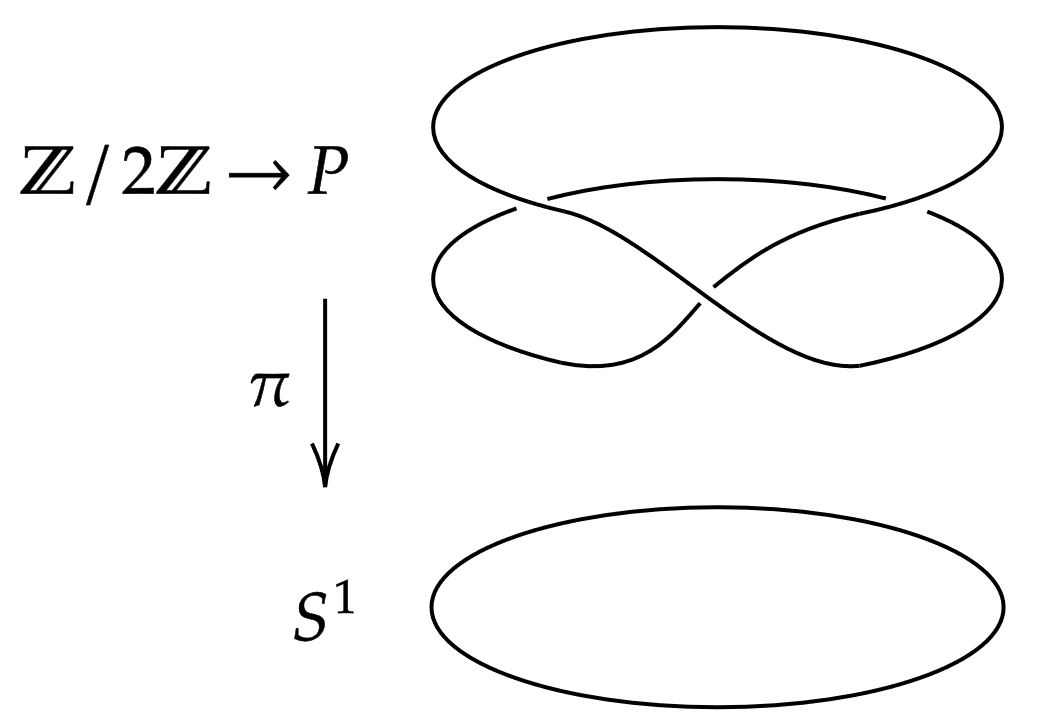
원 위에 있는 자명하지 않은 Z /2 Z 주다발. 각 올에서 +1 또는 -1 에 해당하는 지점을 식별하는 명확한 방법은 없다. 이 다발은 사영 π의 전역적으로 정의된 단면이 없기 때문에 중요하지 않다.

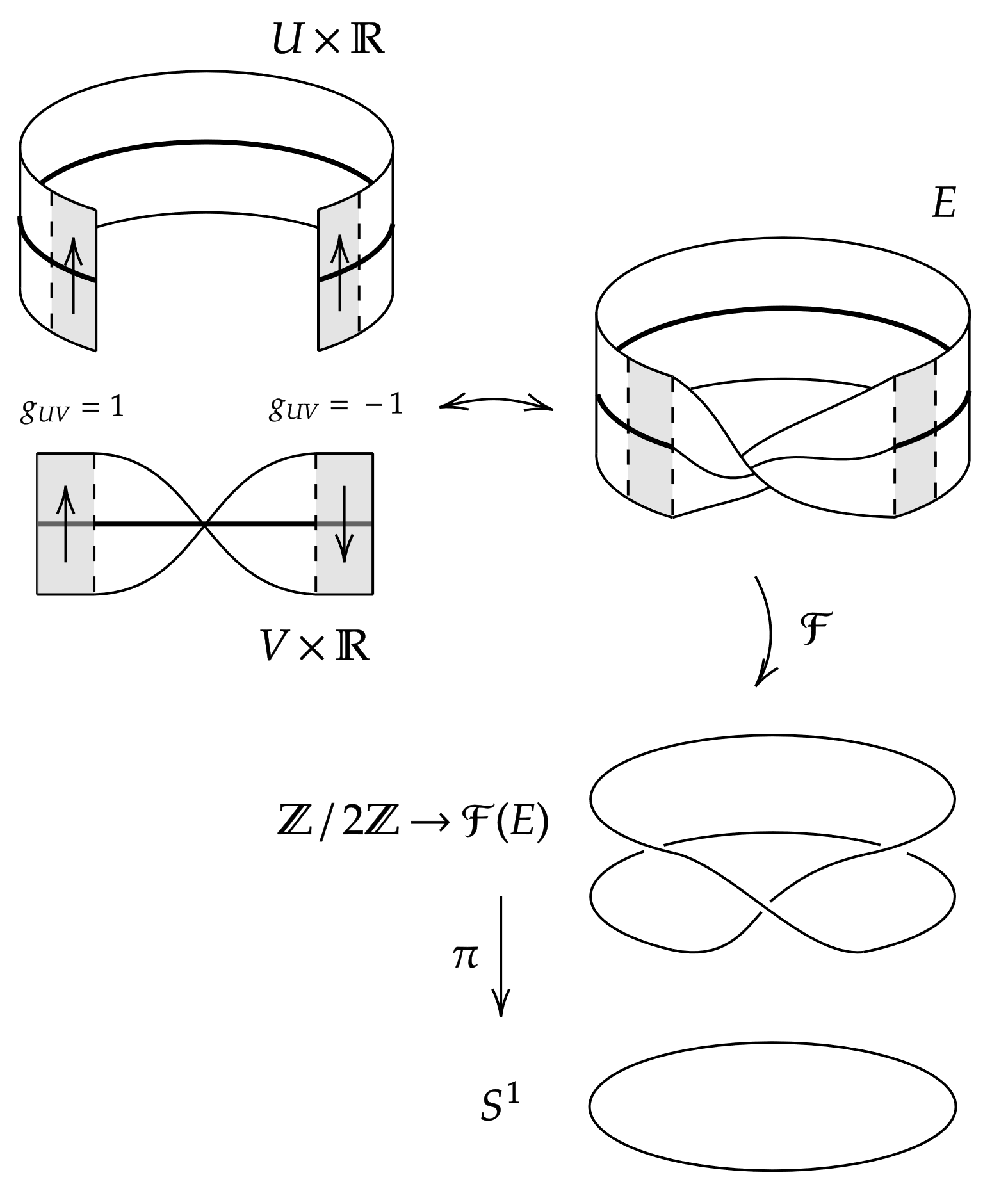
틀 다발 뫼비우스 띠의 중요하지 않은 원 위에 주다발이다

게이지 이론에서 연구의 중심 대상은 주다발과 선형 다발이다.
구조 군 {\displaystyle G}를 가진 주다발 {\displaystyle (P,X,\pi ,G,\rho )}에서 {\displaystyle P}는 전체 공간이고, {\displaystyle X}는 기저 공간이다. {\displaystyle \pi :P\to X}는 리 군 {\displaystyle G}와 동형인 올을 가진 매끄러운 올다발이다. 그리고 {\displaystyle \rho }는 {\displaystyle P}에 작용하며 올을 보존하는 {\displaystyle G}의 추이적인 오른쪽 자유 군 작용을 나타낸다. 즉, 모든 {\displaystyle p\in P}에 대해 {\displaystyle \pi (pg)=\pi (p)\;\forall g\in G}. 여기 각 {\displaystyle x\in X}에 대한 오른쪽 군 작용과 임의로 선택한 {\displaystyle p\in P_{x}}에 대해 사상 {\displaystyle g\mapsto pg}는 {\displaystyle x}위의 올과 매끄러운 다양체로서 리 군 {\displaystyle G} 사이의 미분동형사상 {\displaystyle P_{x}\cong G}을 정의한다.
주다발의 가장 간단한 예는 구조군 {\displaystyle G}가 원 군 {\displaystyle G=\operatorname {U} (1)}일 때이다. 이 경우 {\displaystyle \dim X=n}이라 할 때 주다발의 차원 {\displaystyle \dim P=n+1}이다. 또 다른 자연스러운 예는 {\displaystyle P={\mathcal {F}}(TX)}가 다양체 {\displaystyle X}의 접다발의 틀다발인 경우다. 또는 더 일반적으로 {\displaystyle X}의 선형 다발의 틀다발인  경우다. 이 때 {\displaystyle P}의 올은 일반선형군 {\displaystyle \operatorname {GL} (n,\mathbb {R} )}으로부터 주어진다.
주다발은 올다발이기 때문에, 국소적으로는 곱공간 구조를 갖는다. 따라서, 다음 서술 될 성질들을 가진 {\displaystyle X}의 열린 덮개 {\displaystyle \{U_{\alpha }\}}와 미분동형사상들 {\displaystyle \varphi _{\alpha }:P_{U_{\alpha }}\to U_{\alpha }\times G}가 존재한다:  {\displaystyle \varphi _{\alpha }}는 사영 {\displaystyle \pi },  {\displaystyle \operatorname {pr} _{1}}와 가환이며 모든 {\displaystyle U_{\alpha }\cap U_{\beta }\cap U_{\gamma }}에서 코사이클 조건
{\displaystyle g_{\alpha \beta }(x)g_{\beta \gamma }(x)=g_{\alpha \gamma }(x)}
이 성립하는 {\displaystyle \varphi _{\alpha }\circ \varphi _{\beta }^{-1}(x,g)=(x,g_{\alpha \beta }(x)g)}로 정의 되는 추이 사상 {\displaystyle g_{\alpha \beta }:U_{\alpha }\cap U_{\beta }\to G}를 가진다. 주다발을 정의하려면 특정한 추이 사상들을 선택하는 것으로 충분하다. 그런 다음 다발은 {\displaystyle U_{\alpha }\cap U_{\beta }}에서 추이 사상을 가지고 자명한 다발 {\displaystyle U_{\alpha }\times G}들을 붙여서 정의한다. cocycle 조건 때문에, 이는 분리 합집합 {\displaystyle \bigsqcup _{\alpha }U_{\alpha }\times G}에 대한 동치 관계가 된다. 따라서 몫 공간 {\displaystyle P=\bigsqcup _{\alpha }U_{\alpha }\times G/{\sim }}은  잘 정의되어 있다. 위 내용은 올다발 구성 정리로 알려져 있으며, 주다발이나 선형 다발뿐만 아니라 추이 사상으로 설명되는 모든 올다발에 대해 동일한 방법이 적용된다.
{\displaystyle \pi \circ s_{\alpha }=\operatorname {Id} }이 성립하는 국소 단면 {\displaystyle s_{\alpha }:U_{\alpha }\to P_{U_{\alpha }}}을 선택하는 것은 국소 자명화 사상을 지정하는 것과 동일한 방법이다. 즉, 다음을 정의할 수 있다:{\displaystyle \varphi _{\alpha }(p)=(\pi (p),{\tilde {s}}_{\alpha }(p))}. 여기서 {\displaystyle {\tilde {s}}_{\alpha }(p)\in G}는 다음과 같은 군의 유일한 원소이다: {\displaystyle p{\tilde {s}}_{\alpha }(p)^{-1}=s_{\alpha }(\pi (p))}.

### 선형 다발

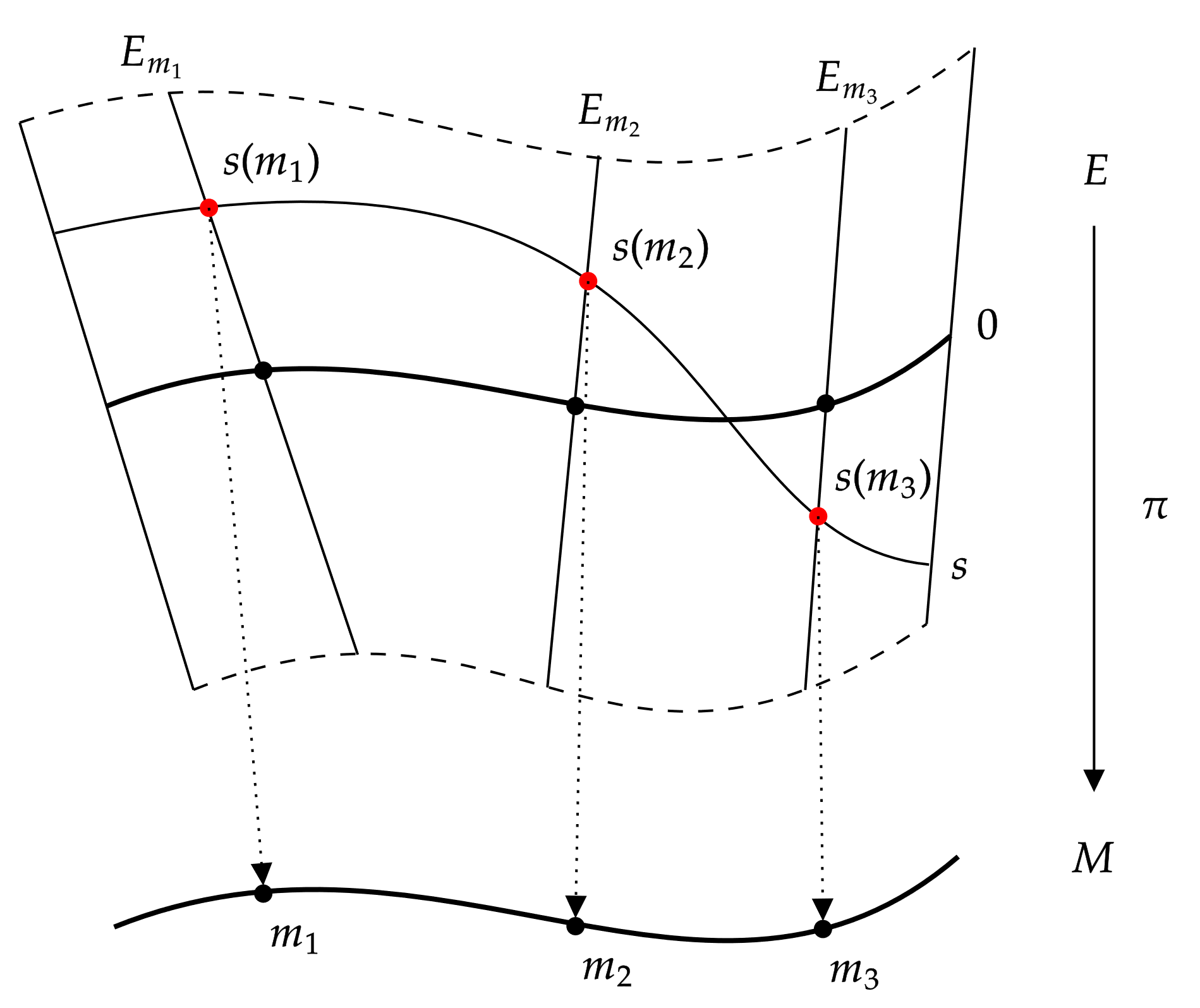
을 기저 다양체로 하는 선형 다발 의 단면.

선형 다발 {\displaystyle (E,X,\pi )}은 올이 선형 공간 {\displaystyle \mathbb {K} ^{r}}인 올다발 {\displaystyle \pi :E\to X}이다. 여기서 {\displaystyle \mathbb {K} =\mathbb {R} ,\mathbb {C} }이다. 여기서도 자명화 하는 열린 덮개(trivialising open cover.) {\displaystyle \{U_{\alpha }\}} 측면에서 선형 다발을 국소적으로 묘사 할 수 있다. 동형사상
{\displaystyle \varphi _{\alpha }:E_{U_{\alpha }}\to U_{\alpha }\times \mathbb {K} ^{r}}
에 대해, 선형 공간 {\displaystyle \mathbb {K} ^{r}}의 기저 벡터들 {\displaystyle e_{1},\dots ,e_{r}}에 해당하는 {\displaystyle E}의 서로 다른 국소 단면들을 얻는다. 이 국소 단면들은 {\displaystyle {\boldsymbol {e}}_{1},\dots ,{\boldsymbol {e}}_{r}}로 표기한다. 이들은 다음 방정식으로 정의된다:
{\displaystyle \varphi _{\alpha }({\boldsymbol {e}}_{i}(x))=(x,e_{i}).}
따라서 자명화을 특정하는 것은, 모든 곳에서 선형 독립인 {\displaystyle r}개의 국소 단면들의 모임을 주고 이 표현을 사용하여 해당 동형을 정의하는 것과 동등하다. 이러한 국소 단면들의 모임을 틀이라고 한다.
주다발과 유사하게, 선형 다발에 대해, 다음과 같이 정의된
{\displaystyle \varphi _{\alpha }\circ \varphi _{\beta }^{-1}(x,v)=(x,g_{\alpha \beta }(x)v).}
추이 사상 {\displaystyle g_{\alpha \beta }:U_{\alpha }\cap U_{\beta }\to \operatorname {GL} (r,\mathbb {K} )}을 얻는다. 이 추이 사상을 가지고 구조 군 {\displaystyle \operatorname {GL} (r,\mathbb {K} )}과 동형인 올을 가진 주다발에 대한 국소 자명화을 구성하는 경우, {\displaystyle \operatorname {GL} (r,\mathbb {K} )}-주다발 {\displaystyle E}의 틀다발을 얻는다.

### 연관된 다발
주어진 {\displaystyle G}-주다발 {\displaystyle P}와 선형 공간 {\displaystyle V}위에서 {\displaystyle G}의 표현 {\displaystyle \rho }에 대해, 선형 공간 {\displaystyle V}를 올로 가지는 연관된 선형 다발 {\displaystyle E=P\times _{\rho }V}을 구성할 수 있다. 이 선형 다발을 정의하기 위해, 곱공간 {\displaystyle P\times V}에 대한 {\displaystyle (p,v)g=(pg,\rho (g^{-1})v)}로 정의되는 오른쪽 군 작용을 고려한다. 그리고 {\displaystyle P\times _{\rho }V=(P\times V)/G}를 이 작용에 대한 몫 공간으로 정의한다.
추이 사상 관점에서 연관된 다발을 더 간단하게 이해할 수 있다. 주다발 {\displaystyle P}가 국소 자명화 {\displaystyle \{U_{\alpha }\}}에 대한 추이 사상 {\displaystyle g_{\alpha \beta }}을 가지고 있으면, 추이 사상{\displaystyle \rho \circ g_{\alpha \beta }:U_{\alpha }\cap U_{\beta }\to \operatorname {GL} (V)}을 사용하여 관련 선형 다발을 구성할 수 있다.
연관된 다발 구성은 군 동형 사상 {\displaystyle \rho :G\to \operatorname {Aut} (F)}이 주어진 선형 공간뿐만 아니라 모든 올 공간 {\displaystyle F}에 대해 수행할 수 있다. 한 가지 주요 예는 {\displaystyle g\mapsto (h\mapsto ghg^{-1})}로 정의된 군 동형 사상{\displaystyle \rho :G\to \operatorname {Aut} (G)}를 이용하여 구성된 올을 가진 대문자 A 인접 다발 {\displaystyle \operatorname {Ad} (P)}이다. 올 {\displaystyle G}를 가졌음에도 불구하고, 이 인접 다발은 주다발도 아니고 올다발처럼 {\displaystyle P}자신과 동형이 아니다. 예를 들어 군 {\displaystyle G}가 가환이면 켤레 작용이 자명하고, {\displaystyle \operatorname {Ad} (P)}도 {\displaystyle P}가 자명하든 그렇지 않든 상관 없이, {\displaystyle X}위의 자명한 {\displaystyle G}-올다발이 된다. 또 다른 주요 예는 {\displaystyle G}의 리 대수 {\displaystyle {\mathfrak {g}}}에 대해, 딸림표현 {\displaystyle \rho :G\to \operatorname {Aut} ({\mathfrak {g}})}을 사용하여 구성된 소문자 인접 다발 {\displaystyle \operatorname {ad} (P)}이다.

### 게이지 변환
선형 다발 또는 주다발의 게이지 변환은 이 다발의 자기 동형 사상이다. 주다발인 경우, 게이지 변환은 사영 연산자 {\displaystyle \pi }와 가환인 미분 동형 사상 {\displaystyle \varphi :P\to P}과 오른쪽 군 작용 {\displaystyle \rho }로 구성된다. 선형 다발인 경우, 게이지 변환은 위와 유사하게 사영 연산자 {\displaystyle \pi }와 가환인 미분 동형 사상 {\displaystyle \varphi :E\to E}으로 정의된다.
{\displaystyle P} 또는 {\displaystyle E}의 게이지 변환은, 합성 연산에 대해, 일반적으로 {\displaystyle {\mathcal {G}}}로 표시되는 게이지 군을 형성한다. 이 군은 인접 다발의 대역 단면들의 공간 {\displaystyle {\mathcal {G}}=\Gamma (\operatorname {Ad} (P))}으로, 또는 선형 다발의 경우 {\displaystyle {\mathcal {G}}=\Gamma (\operatorname {Ad} ({\mathcal {F}}(E)))}로 특징 지을 수 있다. {\displaystyle {\mathcal {F}}(E)}는 틀다발을 나타낸다.
또한 국소 게이지 변환을 자명화 하는 열린 부분 집합 {\displaystyle U_{\alpha }}에 대한 국소 다발 동형으로 정의할 수 있다.. 이는 사상{\displaystyle g_{\alpha }:U_{\alpha }\to G} (선형 다발의 경우 {\displaystyle G=\operatorname {GL} (r,\mathbb {K} )})으로 유일하게 결정 될 수 있다. 여기서 유도된 다발 동형은 다음과 같이 정의된다:
{\displaystyle \varphi _{\alpha }(p)=pg_{\alpha }(\pi (p)).}
선형 다발에 대해서도 비슷하다.
동일한 열린 부분 집합 {\displaystyle U_{\alpha }}에 대해 주다발의 두 국소 자명화가 주어진다는 사실에 유의하라. , 추이 사상은 정확히 국소 게이지 변환 {\displaystyle g_{\alpha \alpha }:U_{\alpha }\to G}이다.  즉, 국소 게이지 변환은 주다발 또는 선형 다발에 대한 국소 자명화의 변화가다 .

### 주다발 접속

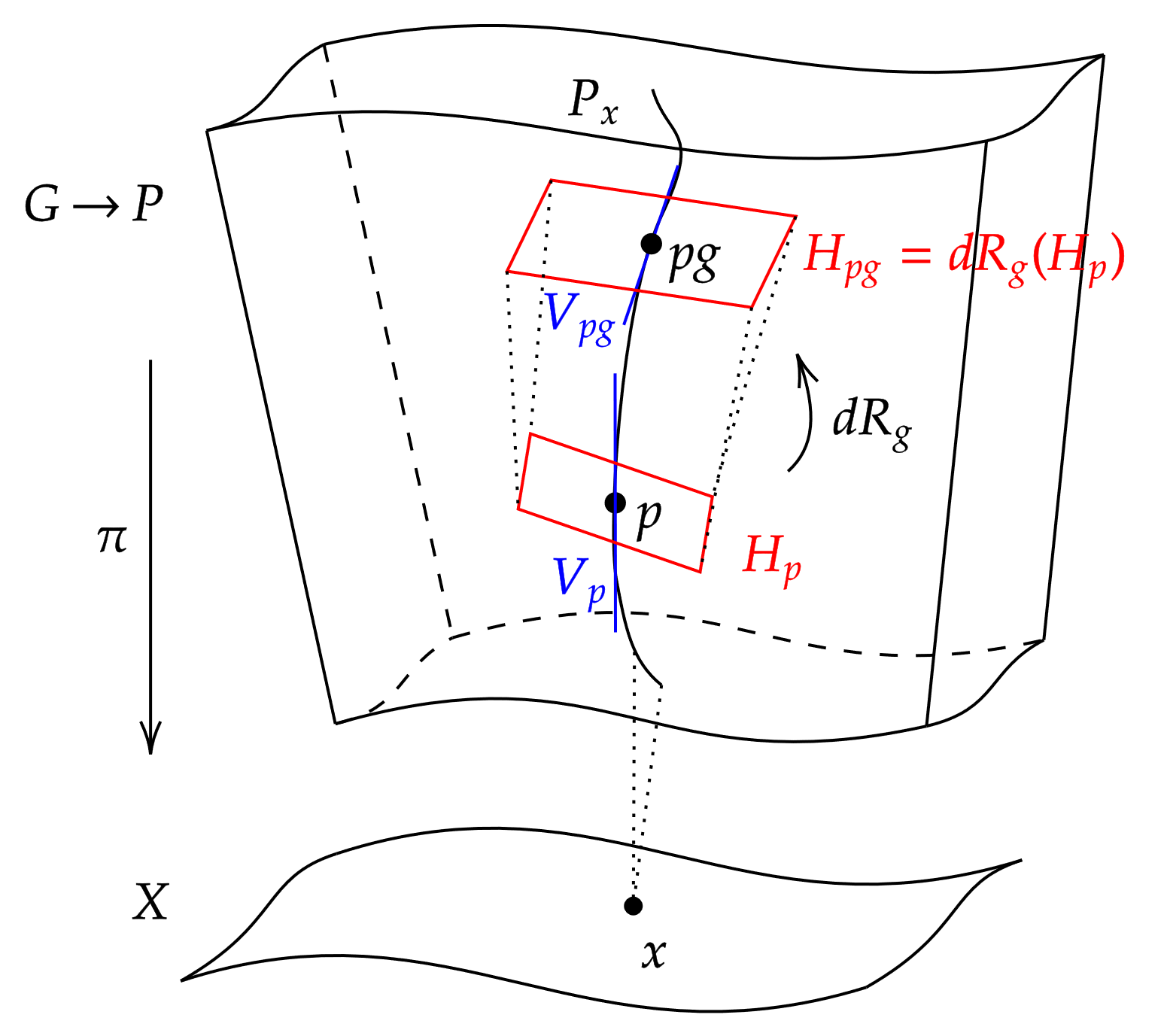
에 대한 의 오른쪽 군 작용과 호환되려면 주다발 접속이 필요하다. 이것은 오른쪽 곱셈 로 시각화 할 수 있다. 수평 부분 공간을 서로 가져온다. 수평 부분 공간의 이 등분산 접속 형태로 해석 그것의 특징적인 등분산 성질으로 이어진다.

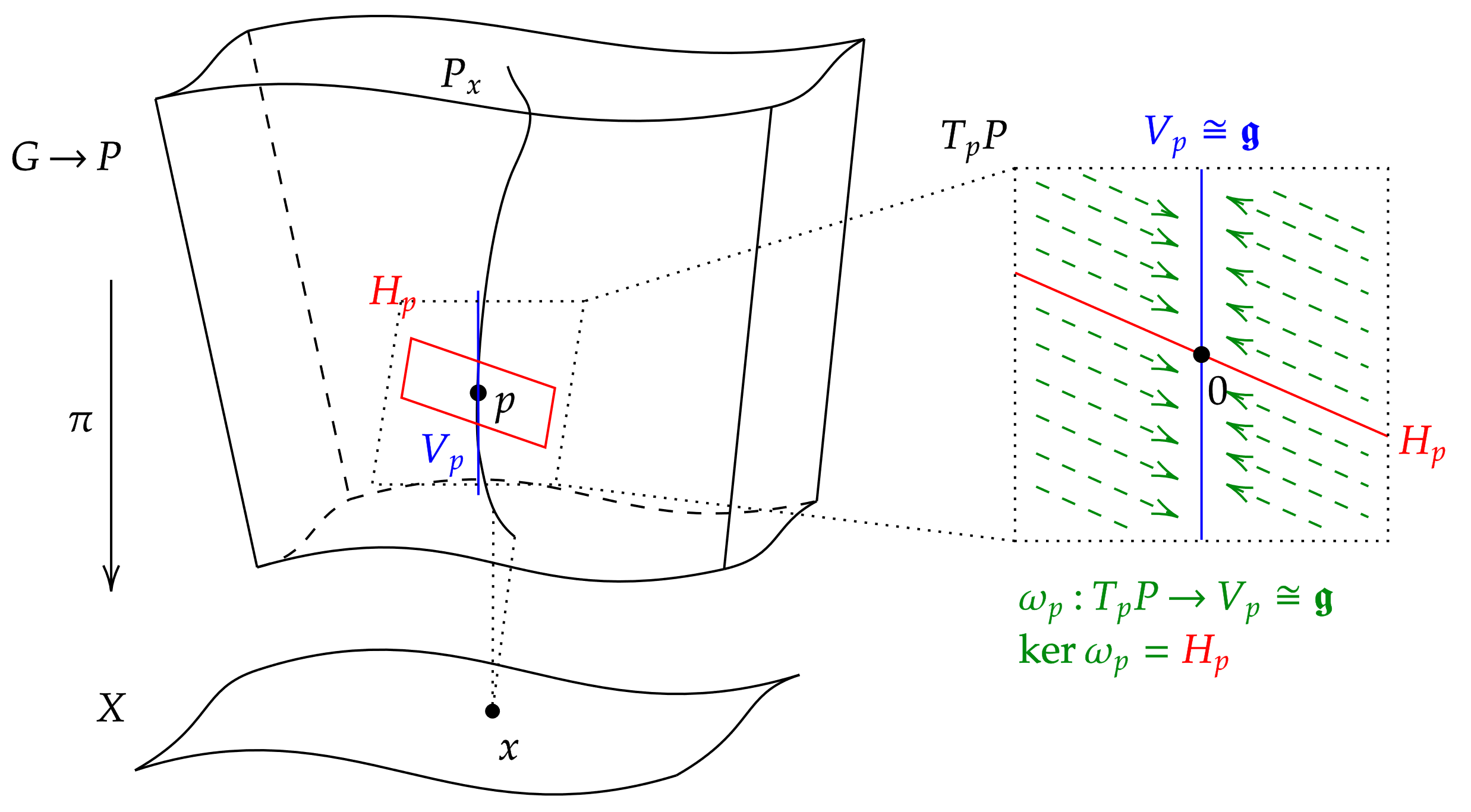
주다발 접속 형식 는 주다발 의 접다발 의 사영 연산자로 생각할 수 있다. 접속 형식의 커널은 연관된 에레스만 접속에 대한 수평 부분 공간으로 제공된다.

주다발에 대한 접속은 단면 {\displaystyle s:X\to P}의 수평 개념을 포착하기 위해 인접한 올을 접속하는 방법이다. 추상적인 주다발의 올은 서로와 또는 실제 올 공간 {\displaystyle G}와 자명하게 동일시 되지는 않기 때문에, 그 자체로 어떤 단면이 상수인지 지정하는 표준적 방법은 없다. 국소 자명화의 선택은 하나의 가능한 선택으로 이어진다. {\displaystyle P}가 집합 {\displaystyle U_{\alpha }}에 대해 자명하고, 모든 {\displaystyle x\in U_{\alpha }}와 하나의 {\displaystyle g\in G}에 대해 {\displaystyle \varphi _{\alpha }(s(x))=(x,g)}라는 의미에서 이 국소 자명화과 관련하여 일정하다면, 국소 단면은 수평이라고 말할 수 있다. 특히 자명한 주다발 {\displaystyle P=X\times G}에는 자명한 접속이 주어져 있다.
일반적으로 접속은 모든 점 {\displaystyle p\in P}에 대해 {\displaystyle T_{p}P=H_{p}\oplus V_{p}}인 접공간의 수평 부분 공간 {\displaystyle H_{p}\subset T_{p}P}을 선택하면 정해진다. 모든 지점에서  여기서 {\displaystyle V}는 {\displaystyle V=\ker d\pi }으로 정의된 수직 선형 다발이다. 이러한 수평 부분 공간은 수평 분포 {\displaystyle H}가 오른쪽 군 작용 {\displaystyle H_{pg}=d(R_{g})(H_{p})}에 대해서 불변인 조건을 추가하여 주다발 구조와 호환되도록 한다. 여기서 {\displaystyle R_{g}:P\to P}는 {\displaystyle g}를 오른쪽 곱셈하는 사상을 나타낸다. 단면 {\displaystyle s}를 {\displaystyle P}의 부분 다양체인 접다발 {\displaystyle Ts}포함하는 {\displaystyle P} 안의 상으로 보았을 때 {\displaystyle T_{p}s\subset H_{p}}이면 단면 {\displaystyle s}를 수평이라고 한다. 주어진 벡터장 {\displaystyle v\in \Gamma (TX)}에 대해, 유일한 수평 올림 {\displaystyle v^{\#}\in \Gamma (H)}이 있다. 접속의 곡률은 다음과 같이 정의되는
{\displaystyle F=dA_{\alpha }+{\frac {1}{2}}[A_{\alpha },A_{\alpha }]}
인접 다발 {\displaystyle F\in \Omega ^{2}(X,\operatorname {ad} (P))}에 값이 있는 제 2형식으로 주어진다. 여기서 기호 {\displaystyle [\cdot ,\cdot ]}는 단면의 리 괄호이다. 수직 다발은 {\displaystyle P}의 올에 대한 접공간들로 구성되어 있기 때문에 이 올들은 접다발이 {\displaystyle TG=G\times {\mathfrak {g}}}인 리 군 {\displaystyle G}와 동형이다. 이 곡률에 대해 유일한 리 대수 값 제 2형식 {\displaystyle F\in \Omega ^{2}(P,{\mathfrak {g}})}이 있다. 프로베니우스 적분 가능 정리의 관점에서, 접속의 곡률은 수평 분포가 적분 될 수 없는 정도와 {\displaystyle M}이 수평 부분다양체로 국소적으로 {\displaystyle P}안에 매장되지 않는 정도를 정확하게 측정한다.
수평 부분 공간의 선택은 접속 제 1형식이라고도 불리는 사영 연산자 {\displaystyle \nu :TP\to V}로 동등하게 표현될 수 있다. 수평 분포 {\displaystyle H}의 경우, 이것은 {\displaystyle \nu _{H}(h+v)=v}과 같이 정의된다.  여기서 {\displaystyle h+v}는 직합 분해 {\displaystyle TP=H\oplus V}에 대한 접선 벡터의 분해를 나타낸다. 등분산으로 인해 이 사영 제 1형식은 리 대수 값 {\displaystyle \nu \in \Omega ^{1}(P,{\mathfrak {g}})}으로 볼 수 있다.
{\displaystyle P}에 대한 국소 자명화 국소 단면 {\displaystyle s_{\alpha }:U_{\alpha }\to P_{U_{\alpha }}}에 의해 동등하게 제공된다.  접속 제 1형식과 곡률은 이 매끄러운 사상을 따라 당겨질 수 있다. 이것은 {\displaystyle P}의 인접 다발 에서 값을 취하는 국소 접속 제 1형식 {\displaystyle A_{\alpha }=s_{\alpha }^{*}\nu \in \Omega ^{1}(U_{\alpha },\operatorname {ad} (P))}을 준다. 카르탕 구조 방정식에 따르면 곡률은 다음과 같은 표현
{\displaystyle F=dA_{\alpha }+{\frac {1}{2}}[A_{\alpha },A_{\alpha }]}
으로 국소 제 1형식 {\displaystyle A_{\alpha }}로 표현될 수 있다. 여기서는, 국소 자명화 {\displaystyle U_{\alpha }}에 대해 {\displaystyle U_{\alpha }\times {\mathfrak {g}}}로 식별되는 리 대수 다발 {\displaystyle \operatorname {ad} (P)} 위에서의 리 괄호를 사용하였다.
{\displaystyle {\tilde {A}}_{\alpha }=(g\circ s)^{*}\nu }이 성립 하도록 하는 국소 게이지 변환 {\displaystyle g:U_{\alpha }\to G}에 대해, 국소적 접속 제 1형식은 다음 식
{\displaystyle {\tilde {A}}_{\alpha }=\operatorname {ad} (g)\circ A_{\alpha }+(g^{-1})^{*}\theta }
에 따라 변환된다. 여기서 {\displaystyle \theta }는 리 군 {\displaystyle G}의 마우러-카르탕 형식을 나타낸다. 이 경우 {\displaystyle G}는 행렬 리 군이고, 더 간단한 표현 {\displaystyle {\tilde {A}}_{\alpha }=gA_{\alpha }g^{-1}-(dg)g^{-1}}을 가진다.

### 선형 다발의 접속

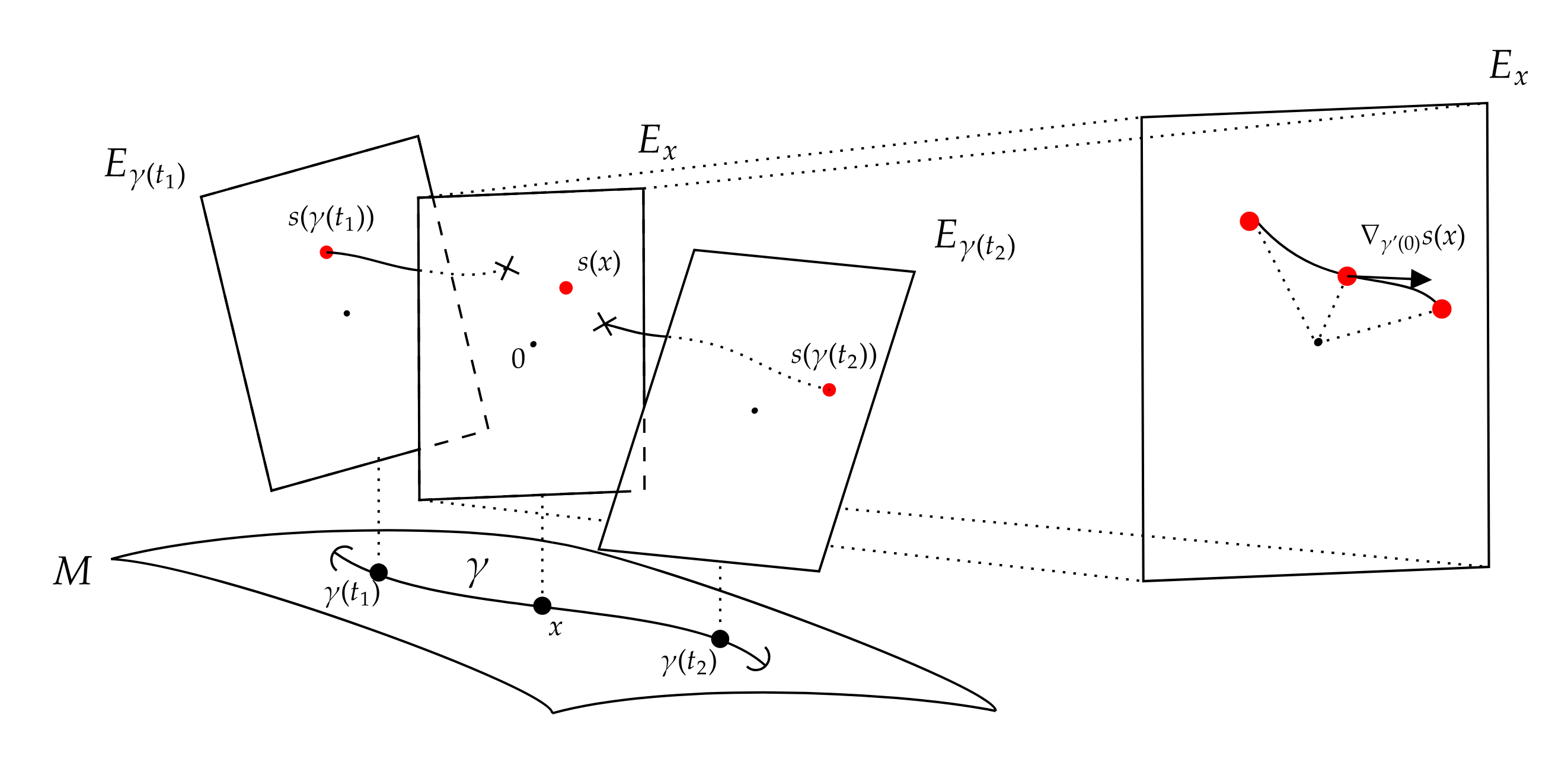
선형 다발에 대한 접속의 공변 도함수는 평행 운송에서 복구될 수 있다. 단면 의 값 들은 경로 를 따라 로 되돌아가며 병렬로 운송된다. 그리고 나서 공변 도함수는 위에 고정된 선형 공간, 즉, 올 에서 취해진다.

선형 다발에 대한 접속은 위에서 다룬 주다발에 대한 경우와 유사하게 지정될 수 있다. 이는 에레스만 접속으로 알려져 있다. 그러나 선형 다발 접속은 미분 연산자 측면에서 더 잘 설명된다. 선형 다발의 접속은, 모든 {\displaystyle f\in C^{\infty }(X)} 및 단면 {\displaystyle s\in \Gamma (E)}에 대해 {\displaystyle \nabla (fs)=df\otimes s+f\nabla s}가 성립하는 {\displaystyle \mathbb {K} }-선형 미분 연산자
{\displaystyle \nabla :\Gamma (E)\to \Gamma (T^{*}X\otimes E)=\Omega ^{1}(E)}
의 특정한 선택이다.
단면 {\displaystyle s}의 벡터장 {\displaystyle v}의 방향 공변 도함수는 다음과 같이 정의된다:
{\displaystyle \nabla _{v}(s)=\nabla s(v)}
여기서 오른쪽에 {\displaystyle \Omega ^{1}(X)}과 {\displaystyle TX} 사이의 자연스러운 쌍을 사용한다. 이는 {\displaystyle s}의 {\displaystyle v}방향 미분으로 생각 할 수 있는 새로운 단면이다. 연산자 {\displaystyle \nabla _{v}}는 {\displaystyle v}방향 공변 도함수 연산자이다. {\displaystyle \nabla }의 곡률은 자기 사상 다발의 값을 가지며
{\displaystyle F_{\nabla }(v_{1},v_{2})=\nabla _{v_{1}}\nabla _{v_{2}}-\nabla _{v_{2}}\nabla _{v_{1}}-\nabla _{[v_{1},v_{2}]}}
로 정의되는 연산자 {\displaystyle F_{\nabla }\in \Omega ^{2}(\operatorname {End} (E))}에 의해 주어진다. 국소 자명화에서 외미분 {\displaystyle d} 는 자명한 접속 역할을 한다(위에서 논의한 주다발 그림에서 자명한 접속에 해당). 즉, 국소 틀 {\displaystyle {\boldsymbol {e}}_{1},\dots ,{\boldsymbol {e}}_{r}}의 경우 다음을 정의한다:
{\displaystyle d(s^{i}{\boldsymbol {e}}_{i})=ds^{i}\otimes {\boldsymbol {e}}_{i}.}{\displaystyle d(s^{i}{\boldsymbol {e}}_{i})=ds^{i}\otimes {\boldsymbol {e}}_{i}}
여기서 국소 단면 {\displaystyle s=s^{i}{\boldsymbol {e}}_{i}}에 대해 아인슈타인 표기법을 사용했다.
임의의 두 접속 {\displaystyle \nabla _{1},\nabla _{2}}은 {\displaystyle \operatorname {End} (E)} 값 제 1형식 {\displaystyle A} 만큼 차이난다. 이를 확인하려면 두 접속의 차이가 {\displaystyle C^{\infty }(X)}-선형인지 보면 된다:
{\displaystyle (\nabla _{1}-\nabla _{2})(fs)=f(\nabla _{1}-\nabla _{2})(s).}
특히 모든 선형 다발은 접속을 허용하기 때문에(단위 분할 및 국소적 자명한 접속 사용), 선형 다발의 접속들의 집합은 선형 공간 {\displaystyle \Omega ^{1}(\operatorname {End} (E))}에서 모델링 된 무한 차원 아핀 공간의 구조를 갖는다. 이 공간은 일반적으로 {\displaystyle {\mathcal {A}}}로 표시된다.
이 관찰을 국소적으로 적용하면, 자명화 부분 집합 {\displaystyle U_{\alpha }}에 대한 모든 접속은, {\displaystyle U_{\alpha }}에서 {\displaystyle \nabla =d+A_{\alpha }}인 성질을 가진 일부 국소 접속 제 1형식 {\displaystyle A_{\alpha }\in \Omega ^{1}(U_{\alpha },\operatorname {End} (E))}만큼 자명한 접속 {\displaystyle d}와 다르다. 이 국소 접속 형식의 관점에서 곡률은 다음과 같이 쓸 수 있다:
{\displaystyle F_{A}=dA_{\alpha }+A_{\alpha }\wedge A_{\alpha }}
여기서 쐐기 곱은 제 1형식 성분에서 발생하고, 자기 사상 성분에서 자기 사상을 구성한다. 이를 주다발 이론으로 다시 연결하려면, {\displaystyle A\wedge A={\frac {1}{2}}[A,A]}을 확인하라. 여기서 오른쪽에 이제 제 1형식의 쐐기와 자기 사상의 교환자를 수행한다.
선형 다발 {\displaystyle E}의 게이지 변환 {\displaystyle u}에서 접속 {\displaystyle \nabla }는 {\displaystyle (u\cdot \nabla )_{v}(s)=u(\nabla _{v}(u^{-1}(s))}에 의해 접속 {\displaystyle u\cdot \nabla }로 변한다. 주다발의 경우와 같이, 국소 게이지 변환 {\displaystyle g}에 대해 같은 표현을 얻는다:
{\displaystyle {\tilde {A}}_{\alpha }=gA_{\alpha }g^{-1}-(dg)g^{-1}.}

### 유도된 접속
주다발에 대한 접속은 연관된 선형 다발에 대한 접속을 유도한다. 이를 확인하는 한 가지 방법은, 위에서 설명한 국소 접속 형식을 사용하는 것이다. 즉, 주 다발 접속 {\displaystyle H}가 국소 접속 형식 {\displaystyle A_{\alpha }\in \Omega ^{1}(U_{\alpha },\operatorname {ad} (P))}을 가지고 있다. 그리고 {\displaystyle \rho :G\to \operatorname {Aut} (V)}는 연관된 선형 다발 {\displaystyle E=P\times _{\rho }V}을 정의하는 {\displaystyle G}의 표현이다. 그러면, 유도된 국소 접속 1형식은 다음과 같이 정의된다:
{\displaystyle \rho _{*}A_{\alpha }\in \Omega ^{1}(U_{\alpha },\operatorname {End} (E)).}
여기서 {\displaystyle \rho _{*}}는 {\displaystyle {\mathfrak {g}}\to \operatorname {End} (V)}에서 유도된 리 대수 준동형사상이고, 이 사상이 선형 다발{\displaystyle \operatorname {ad} (P)\to \operatorname {End} (E)}의 준동형사상을 유도한다는 사실을 사용한다.
유도된 곡률은 다음과 같이 간단히 정의할 수 있다:
{\displaystyle \rho _{*}F_{A}\in \Omega ^{2}(U_{\alpha },\operatorname {End} (E)).}
위 논의에서, 리 대수 {\displaystyle {\mathfrak {g}}}에서 리 괄호가 리 대수 준동형사상 {\displaystyle \rho _{*}}에 의해 {\displaystyle \operatorname {End} (V)}의 자기 사상의 교환자로 보내지는 것과 같이, 곡률에 대한 국소적 표현들이 주다발 및 선형 다발과 어떻게 관련되는지 볼 수 있다.

### 접속들의 공간
게이지 이론에서 연구의 중심 목표는 선형 다발 또는 주요 다발의 접속 들의 공간이다. 이것은 선형 공간 {\displaystyle \Omega ^{1}(X,\operatorname {ad} (P))} (또는 {\displaystyle \Omega ^{1}(X,\operatorname {End} (E))}) 위에서 모델링 되는 무한 차원 아핀 공간 {\displaystyle {\mathcal {A}}}이다. {\displaystyle A'=u\cdot A}이 성립하는 게이지 변환 {\displaystyle u}가 존재하면, 두 개의 접속 {\displaystyle A,A'\in {\mathcal {A}}}를 게이지 동치라고 한다. 게이지 이론은 접속의 게이지 동치류와 관련이 있다. 따라서 어떤 의미에서 게이지 이론은 몫 공간 {\displaystyle {\mathcal {A}}/{\mathcal {G}}}의 성질과 관련이 있다. {\displaystyle {\mathcal {A}}/{\mathcal {G}}}는 일반적으로 하우스도르프 공간이나 매끄러운 다양체가 아니다.
기저 다양체 {\displaystyle X}의 많은 흥미로운 성질들은 {\displaystyle X}위에서 정의된 주다발 및 선형 다발에 대한 접속의 모듈라이 공간의 기하학 및 위상수학으로 인코딩될 수 있다. 도날드슨 불변량 또는 자이베르그-위튼 불변과 같은 {\displaystyle X}의 불변량들은 {\displaystyle X}에 주어진 접속들의 모듈라이 공간에서 파생된 수치를 계산하여 얻을 수 있다. 이 아이디어의 가장 유명한 적용은 도날드슨 정리이다. 도날드슨 정리는 교차 형식를 연구하기 위해 단일 연결 4차원 다양체 {\displaystyle X}위에서 정의된 {\displaystyle \operatorname {SU} (2)} 주다발의 양-밀스 접속의 모듈라이 공간을 쓴다. 이 업적으로 도날드슨은 필즈상을 수상했다.

## 표기법
여기에 선형 다발 및 주다발에 대한 접속에 사용되는 다양한 표기법 규칙이 있다.
- {\displaystyle A} 는 선형 다발이나 주다발에서 정의된 접속을 나타낼 때 가장 일반적으로 사용하는 기호다. 이 기호를 쓰는 이유는, 만약 모든 접속들 중에 한 접속 {\displaystyle \nabla _{0}\in {\mathcal {A}}}을 고르면, 다른 모든 접속들은 어떤 제 1형식 {\displaystyle A\in \Omega ^{1}(X,\operatorname {ad} (P))}에 대해{\displaystyle \nabla =\nabla _{0}+A}로 적을 수 있고 이 때, 각 {\displaystyle \nabla }에 대해 이 등식이 성립하는 {\displaystyle A}는 유일하기 때문이다. 또 다른 이유는, 선형 다발의 접속의 국소 형식을 기호 {\displaystyle A_{\alpha }} 나타내기 때문이다. {\displaystyle A_{\alpha }}는 또한 전자기학에서 전자기 포텐셜을 나타내는 기호 {\displaystyle A} 때문이다. 어떤 때에는 기호 {\displaystyle \omega }도 접속 형식을 나타낼 때 쓰인다. 이 경우는 보통 주접속을 다룰 때이고, 이 때 {\displaystyle \omega }는 보통, 국소적 접속 형식보다는, 주다발의 전공간 위의 대역적 접속 제 1형식 {\displaystyle \omega \in \Omega ^{1}(P,{\mathfrak {g}})}을 뜻한다. 이 규약은 기저 다양체 {\displaystyle X}가 켈러 다양체인 경우 켈러 형식을 나타내는 기호 {\displaystyle \omega }와 중복되기 때문에, 수학 서술에서는 잘 사용하지 않는다.
- 기호 {\displaystyle \nabla }는 미분 연산자로서 선형 다발 위의 접속을 나타낸다. 또한 공변 도함수 {\displaystyle \nabla _{X}}를 나타낼 때도 쓰인다. {\displaystyle A\in {\mathcal {A}}}, {\displaystyle D_{A}}, {\displaystyle d_{A}} 등의 선택에 따라 공변 도함수가 달라지는 점을 강조하려고 {\displaystyle \nabla _{A}}를 쓰기도 한다.
- 연산자 {\displaystyle d_{A}}는 접속 {\displaystyle A}의 공변 외미분을 나타낼 때 가장 많이 쓰인다. 또는 접속 {\displaystyle \nabla }에 대해 {\displaystyle d_{\nabla }}로 나타내기도 한다. 0차 공변 외미분은 공변 도함수와 같기 때문에, 접속 또는 공변 도함수를 {\displaystyle \nabla }대신 {\displaystyle d_{A}}로 나타내기도 한다.
- {\displaystyle F_{A}} 또는 {\displaystyle F_{\nabla }}는 접속의 곡률을 나타낸다. 이 접속이 {\displaystyle \omega }로 표기되는 경우 이 접속의 곡률은 {\displaystyle F_{\omega }} 보다는 {\displaystyle \Omega }로 표기한다. {\displaystyle R}, {\displaystyle R_{A}}, {\displaystyle R_{\nabla }} 등과 같은 다른 표기법들은 {\displaystyle R}로 표기하는 리만 기하학의 리만 곡률 텐서에서 유래되었다.
- {\displaystyle H}는 주다발 접속 또는 에레스만 접속이 수평 분포 {\displaystyle H\subset TP}위에 위치함을 강조할 때 이 접속들을 나타내는 기호로 사용한다. 이 경우, {\displaystyle H}에 대응되는 수직 사영 연산자는 보통 {\displaystyle \omega }, {\displaystyle v}, {\displaystyle \nu } 등으로 표기한다. 이 표기법을 사용 할 때는 접속의 곡률은 {\displaystyle F_{H}}로 표기한다.
- 리 대수 인접 다발은 보통 {\displaystyle \operatorname {ad} (P)}로 표기하고 리 군 인접 다발은 {\displaystyle \operatorname {Ad} (P)}로 표기한다. T이 표기법은 리 군론의 표기법과 잘 맞지 않는다. 왜냐면 리 군론에서는 {\displaystyle \operatorname {Ad} }가 {\displaystyle {\mathfrak {g}}}위에서 {\displaystyle G}의 표현을 나타내고,  {\displaystyle \operatorname {ad} }가 {\displaystyle {\mathfrak {g}}}위에서 리 괄호를 이용한 {\displaystyle {\mathfrak {g}}} 자신의 리 대수 표현을 나타내기 때문이다.

### 수학적 게이지 이론 용어들과 물리적 게이지 이론 용어들의 관계
게이지 이론의 수학적 및 물리적 분야는 동일한 대상에 대한 연구를 포함하지만 다른 용어를 사용하여 설명한다. 다음은 이러한 용어가 서로 어떻게 관련되어 있는지 요약한 것이다.
| 수학 | 물리학                                      |
| --- | ------------------------------------------- |
| 주다발                                                                                                   | 인스탄톤 섹터 또는 차지 섹터                |
| 구조 군                                                                                                  | 게이지 군 또는 국소 게이지 군               |
| 게이지 군                                                                                                | 대역적 게이지 변환 군 또는 대역적 게이지 군 |
| 게이지 변환                                                                                              | 게이지 변환 또는 게이지 대칭                |
| 국소 자명화의 변화                                                                                       | 국소 게이지 변환                            |
| 국소 자명화                                                                                              | 게이지                                      |
| 국소 자명화를 선택한다                                                                                   | 게이지를 고정한다                           |
| 접속 공간에 정의된 함수                                                                                  | 게이지 이론의 라그랑지안                    |
| 게이지 변환에 대해 대상이 바뀌지 않는다.                                                                 | 게이지 불변성                               |
| 접속에 대해 공변적으로 일정한 게이지 변환                                                                | 대역적 게이지 대칭성                        |
| 접속에 대해 공변적으로 일정하지 않은 게이지 변환                                                         | 국소적 게이지 대칭성                        |
| 접속 | 게이지 장 또는 게이지 포텐셜                |
| 곡률 | 게이지 장의 세기 또는 장의 세기             |
| 연관된 다발 위에서 유도된 접속/공변 도함수                                                               | 최소 결합                                   |
| 연관된 선형 다발의 단면                                                                                  | 물질 장                                     |
| 여러 다른 양을 포함하는 라그랑주 함수의 항 (예: 연관된 다발의 단면에 적용된 공변 도함수 또는 두 항의 곱) | 상호 작용                                   |
| 실 또는 복소(보통 자명한) 선다발의 단면                                                                  | (실수 또는 복소수) 스칼라 장                |

이 사전의 실증으로, 양자전기역학의 라그랑지안 밀도에서 전자-위치 입자장과 전자기장의 상호작용 항을 고려하라:
{\displaystyle {\mathcal {L}}={\bar {\psi }}(i\gamma ^{\mu }D_{\mu }-m)\psi -{\frac {1}{4}}F_{\mu \nu }F^{\mu \nu },}
수학적으로 이를 다음과 같이 다시 쓸 수 있다:
{\displaystyle {\mathcal {L}}=\langle \psi ,({D\!\!\!\!/}_{A}-m)\psi \rangle _{L^{2}}+\|F_{A}\|_{L^{2}}^{2}}
여기서 {\displaystyle A}는 {\displaystyle \operatorname {U} (1)}-주다발 {\displaystyle P}에 대한 접속이다. {\displaystyle \psi }는 연관된 스피너 다발의 단면이며, {\displaystyle {D\!\!\!\!/}_{A}}는 이 연관된 다발 위의 유도된 공변 도함수 {\displaystyle \nabla _{A}}의  디랙 연산자이다. 첫 번째 항은 스피너 장(전자-양전자를 나타내는 장)과 게이지 장(전자기 장를 나타냄) 사이의 라그랑지안에서 상호 작용하는 항이다. 두 번째 항은 전자기장 (접속 {\displaystyle A})의 기본적인 상호작용 하지 않는 성질들을 묘사한다. 형식 {\displaystyle \nabla _{A}\psi } 항은 물리학에서 최소 결합이라고 하는 것의 한 예이다. 이는, 물질 장 {\displaystyle \psi }와 게이지 장 {\displaystyle A} 사이의 가장 단순한 상호작용이다.

## 양-밀스 이론
양-밀스 이론은 수학적 게이지 이론에서 발생하는 주요한 이론이다. 이 이론에서는 다음과 같이 정의된 양-밀스 범함수의 임계점인 접속에 대한 연구를 한다:
{\displaystyle \operatorname {YM} (A)=\int _{X}\|F_{A}\|^{2}\,d\mathrm {vol} _{g}.}
여기서 {\displaystyle (X,g)}는 부피 형식 {\displaystyle d\mathrm {vol} _{g}}와 인접 다발 {\displaystyle \operatorname {ad} (P)}에 대한 {\displaystyle L^{2}}-norm인 {\displaystyle \|\cdot \|^{2}}가 주어진 향을 줄 수 있는 리만 다양체다. 이 범함수는 접속 {\displaystyle A}의 곡률의 {\displaystyle L^{2}}-norm의 제곱이다. 따라서 이 범함수의 임계점인 접속은 곡률이 최소인 접속이다.
이러한 임계점들은, 연관된 오일러-라그랑주 방정식에 해당하는 양-밀스 방정식
{\displaystyle d_{A}\star F_{A}=0}
의 해로 특징 지어진다. 여기서 {\displaystyle d_{A}}는 {\displaystyle \operatorname {ad} (P)} 위에서 정의된 {\displaystyle \nabla _{A}}의 유도된 공변 외미분이다.   그리고 {\displaystyle \star }는 호지 별 연산자이다. 이러한 해를 양-밀스 접속이라고 하며, 기하학적으로 중요하다.
비앙키 항등식에 따라 모든 접속에 대해 {\displaystyle d_{A}F_{A}=0}이다. 미분 형식에 대한 유추에 의해 조화 형식 {\displaystyle \omega }는 다음 조건으로 특징 짓는다:
{\displaystyle d\star \omega =d\omega =0.}
다음과 같은 조건
{\displaystyle d_{A}\star F_{A}=d_{A}F_{A}=0}
으로 조화 접속을 정의하면, 양-밀스 접속에 대한 연구는 본질적으로 조화 형식의 연구와 비슷하다. 호지 이론에서, 모든 드람 코호몰로지류 {\displaystyle [\omega ]}의 유일한 조화 대표원을 얻는다. 코호몰로지류를 게이지 궤도 {\displaystyle \{u\cdot A\mid u\in {\mathcal {G}}\}}로 대체 하면, 양-밀스 접속에 대한 연구는 몫 공간{\displaystyle {\mathcal {A}}/{\mathcal {G}}}에서 각 궤도에 대한 고유한 대표원을 찾는 것으로 볼 수 있다.

### 자기 쌍대성 및 반 자기 쌍대성 방정식
4차원에서 호지 별 연산자 {\displaystyle \star :\Omega ^{2}(X)\to \Omega ^{2}(X)}는 제 2형식을 제 2형식으로 보내고 {\displaystyle \star ^{2}=\operatorname {Id} }이다. 따라서 제 2형식들에 작용하는 호지 별은 고유값 {\displaystyle \pm 1}을 갖는다. 향을 줄 수 있는 4차원 리만 다양체에서 정의된 제 2형식은 다음과 같이 각각 호지 스타 연산자의 {\displaystyle +1}과 {\displaystyle -1} 고유 공간에 대응되는 자기 쌍대 및 반 자기 쌍대 제 2형식들의 직합으로 분해된다:
{\displaystyle \Omega ^{2}(X)=\Omega _{+}(X)\oplus \Omega _{-}(X)}
즉, {\displaystyle \star \alpha =\alpha }이면 {\displaystyle \alpha \in \Omega ^{2}(X)}가 자기 쌍대적이고, {\displaystyle \star \alpha =-\alpha }이면 반 자기 쌍대이며, 모든 제 2형식은 {\displaystyle \alpha =\alpha _{+}+\alpha _{-}}처럼 자기 쌍대 및 반 자기 쌍대 부분으로 분해 된다.
4차원 다양체를 기저 다양체로 하는 주다발의 접속 {\displaystyle A}의 곡률이 자기 쌍대 또는 반 자기 쌍대이면, 비앙키 항등식에 의해 {\displaystyle d_{A}\star F_{A}=\pm d_{A}F_{A}=0}이고, 따라서 접속은 자동으로 양-밀스 방정식이 된다. 방정식
{\displaystyle \star F_{A}=\pm F_{A}}
은 접속 {\displaystyle A}에 대한 1계 편미분 방정식이다. 따라서, 전체 2계 양-밀스 방정식보다 연구하기 더 간단하다. 방정식 {\displaystyle \star F_{A}=F_{A}}은 자기 쌍대 방정식이라고 하며, 방정식 {\displaystyle \star F_{A}=-F_{A}}를 반 자기 쌍대 방정식이라고 한다. 이 방정식들의 해는 각각 자기 쌍대 접속과 반 자기 쌍대 접속이다.

### 차원 축소
차원 축소 과정을 양-밀스 방정식에 적용하는 것은 새롭고 흥미로운 게이지 이론 방정식을 얻는 한 가지 방식이다. 이 과정은 다양체 {\displaystyle X}(일반적으로 유클리드 공간 {\displaystyle X=\mathbb {R} ^{4}})에 대해 양-밀스 방정식을 취하는 것을 포함한다. 그리고 방정식의 해가 병진 또는 다른 대칭 군에서 불변이라는 조건을 추가한다. 이 과정을 통해 양-밀스 방정식은 {\displaystyle \mathbb {R} ^{3}}의 자기 홀극을 설명하는 보고몰니 방정식, 리만 곡면의 힉스 다발을 설명하는 히친의 방정식과 실수 구간들에 대한 남 방정식으로 이어진다. 이 방정식들은 각각 한 방향, 두 방향 및 세 방향으로의 변환 대칭성 조건으로부터 유도된다.

## 1차원 및 2차원 게이지 이론
여기에서는 기저 다양체 {\displaystyle X}가 낮은 차원 일 때 양-밀스 방정식이 논의된다. 이 설정에서 양-밀스 방정식은, 1차원인 경우에는 제 2형식이 없고 2차원인 경우에는 제 2형식에 대한 호지 별 연산자가 {\displaystyle \star :\Omega ^{2}(X)\to C^{\infty }(X)}로 작용하기 때문에 아주 단순화된다.

### 양-밀스 이론
2차원 다양체에서 직접 양-밀스 방정식을 연구할 수 있다. 기저 다양체가 컴팩트 리만 곡면 일 때, 양-밀스 방정식의 이론은 마이클 아티야 와 라울 보트가 연구하였다. 이 경우 복소 선형 다발 {\displaystyle E}에 대한 양-밀스 접속의 모듈라이 공간은 다양하고 풍부하게 해석되며, 이 이론은 더 높은 차원의 방정식을 이해하는 가장 간단한 경우이다. 이 경우 양-밀스 방정식은 {\displaystyle E}에 따라 다른 위상 수학적 상수 {\displaystyle \lambda (E)\in \mathbb {C} }에 대해 다음과 같다:
{\displaystyle \star F_{A}=\lambda (E)\operatorname {Id} _{E}.}
이러한 접속을 사영적으로 평평하다고 하며, 선형 다발이 위상학적으로 자명한 경우({\displaystyle \lambda (E)=0}), 정확히 평탄 접속이다.
선형 다발의 랭크와 차수가 서로소인 경우, 양-밀스 접속의 모듈라이 공간 {\displaystyle {\mathcal {M}}}은 매끄러우며, 심플렉틱 다양체 구조를 가지고 있다. 아티야와 보트는 양-밀스 접속이 사영적으로 평평하기 때문에 그들의 홀로노미는 곡면의 기본 군의 사영 유니타리 표현을 제공하므로 이 공간은 리만 곡면의 기본 군의 사영 유니타리 표현의 모듈라이 공간인 character variety과 동등한 설명을 갖는다. 나라심한-세샤드리 정리는 {\displaystyle E}와 동형인 안정한 정칙 선형 다발의 모듈라이 공간으로서 이 표현들의 공간에 대한 대안적인 설명을 제공한다. 이 동형사상을 통해 양-밀스 접속의 모듈라이 공간은 아티야 및 보트의 심플렉틱 구조와 상호 작용하여 콤팩트 켈러 다양체를 만드는 복소 구조를 얻는다.
사이먼 도널드슨은 양-밀스 접속에서 안정적 정칙 구조로 직접 전달된 나라심한과 세샤드리 정리의 대안적인 증명을 제시했다. 아티야와 보트는 게이지 군 {\displaystyle {\mathcal {G}}}의 작용에 대한 무한 차원 운동량 사상으로서 극단적인 양-밀스 접속과 선형 다발의 안정성 사이의 친밀한 관계를 밝히기 위해 문제의 이 표현을 사용했다. 곡률 맵에서 제공 {\displaystyle A\mapsto F_{A}} 그 자체. 이 관찰은 나라심한-세샤드리 정리를 기하 불변량 이론의 켐프-네스 정리의 무한 차원 버전으로 운동량 사상(이 경우 양-밀스 접속)의 norm 제곱의 임계점을 해당 대수적 몫(이 경우 안정적인 정칙 선형 다발)의 안정점에 연결한다. 이 아이디어는 게이지 이론과 복소 기하학에 큰 영향을 미쳤다.

### 남 방정식
워너 남이 도입한 남 방정식은, 세 방향의 병진 불변성을 이용해 4차원에서 반 자기 쌍대성을 1차원으로 차원 축소해서 얻어진다. 구체적으로, 접속 형식{\displaystyle A=A_{0}\,dx^{0}+A_{1}\,dx^{1}+A_{2}\,dx^{2}+A_{3}\,dx^{3}}이 {\displaystyle x^{1},x^{2},x^{3}} 좌표에 대해 불변이 되도록 조건을 준다. 이 조건에서, 구간 {\displaystyle I\subset \mathbb {R} } 위에서 네 가지 행렬들 {\displaystyle T_{0},T_{1},T_{2},T_{3}\in C^{\infty }(I,{\mathfrak {g}})}에 대한 연립 방정식들 사이에서 남 방정식들은  다음 연립 방정식을 만족한다.
{\displaystyle {\begin{cases}{\frac {dT_{1}}{dt}}+[T_{0},T_{1}]+[T_{2},T_{3}]=0\\{\frac {dT_{2}}{dt}}+[T_{0},T_{2}]+[T_{3},T_{1}]=0\\{\frac {dT_{3}}{dt}}+[T_{0},T_{3}]+[T_{1},T_{2}]=0.\end{cases}}}
남은 이 연립 방정식의 해가 {\displaystyle \mathbb {R} ^{3}}의 자기 홀극을 묘사하는 보고몰니 방정식의 해를 구성하는데 쓰일 수 있음을 보였다. 한편, 나이절 히친은 두 문제의 해가 동치임을 보이므로써, 보고몰니 방정식의 해가 남 방정식의 해를 구성하는데 쓰일 수 있음을 보였다. 도날드슨은 더 나아가, 남 방정식의 해들이 복소 사영 직선 {\displaystyle \mathbb {CP} ^{1}}에서 자신으로 가는 {\displaystyle k}차 유리형 사상과 동치임을 보였다. 여기서 {\displaystyle k}는 대응되는 자기 홀극의 전하이다.
남 방정식에 대한 해의 모듈라이 공간은 초켈러 다양체 구조를 가진다.

### 히친 방정식과 힉스 다발
나이절 히친이 도입한 히친 방정식은 4차원의 자기 쌍대 방정식을 두 방향으로 병진 불변성을 부과하여 2차원으로 차원 축소하여 얻어진다. 이 조건에서 두 개의 추가 접속 형식 성분 {\displaystyle A_{3}\,dx^{3}+A_{4}\,dx^{4}}들은 단일 복소수 값 자기 사상 {\displaystyle \Phi =A_{3}+iA_{4}}으로 결합될 수 있다. 그리고 이런 식으로 표현될 때 방정식은 공형 불변이 되므로 {\displaystyle \mathbb {R} ^{2}}보다는 콤팩트 리만 곡면 위에서 하는 것이 자연스럽다. 히친의 방정식은 {\displaystyle \Phi \in \Omega ^{1,0}(\Sigma ,\operatorname {End} (E))}인 복소 선형 다발 {\displaystyle E\to \Sigma } 위의 쌍 {\displaystyle (A,\Phi )}에 대해
{\displaystyle {\begin{cases}F_{A}+[\Phi ,\Phi ^{*}]=0\\{\bar {\partial }}_{A}\Phi =0\end{cases}}}
이라고 서술한다. 여기서 {\displaystyle {\bar {\partial }}_{A}}는 {\displaystyle d_{A}}의 {\displaystyle (0,1)} -성분이다. 히친 방정식의 해를 히친 쌍이라고 한다.
콤팩트 리만 곡면의 양-밀스 방정식에 대한 해는 곡면 군의 사영 유니타리 표현에 해당하는 반면, 히친은 히친 방정식에 대한 해가 곡면 군의 사영 복소수 표현에 해당함을 보여주었다. 히친 쌍의 모듈라이 공간은 자연스럽게 켈러 다양체의 구조를 갖는다(다발의 랭크와 차수가 서로소인 경우). 양-밀스 방정식에 대한 아티야와 보트의 관찰의 유사성을 통해 히친은 히친 쌍이 소위 안정적인 힉스 다발에 해당함을 보여주었다. 여기서 힉스 다발은 쌍 {\displaystyle (E,\Phi )}이다. 여기서 {\displaystyle E\to \Sigma }는 홀로모픽 선형 다발이고 {\displaystyle \Phi :E\to E\otimes K}는 리만 곡면 {\displaystyle \Sigma }의 표준 선다발 값을 가지는 {\displaystyle E}의 정칙 자기 사상이다. 이는 무한 차원 운동량 사상 구성을 통해 나타나며, 이 힉스 다발의 모듈라이 공간도 히친 쌍에서 오는 것과는 다른 복소 구조를 가지고 있어 힉스 다발의 모듈라이 공간 {\displaystyle {\mathcal {M}}}에서 두 개의 복소 구조로 이어진다. 이들은 결합하여 이 모듈라이 공간을 초켈러 다양체로 만드는 세 번째 요소를 제공한다.
히친의 작업은 나중에 카를로스 심슨에 의해 광범위하게 일반화되었으며 히친의 방정식에 대한 해과 임의의 켈러 다양체에 대한 힉스 다발 사이의 대응 관계는 비가환 호지 정리로 알려져 있다.

## 3차원 게이지 이론

### 자기 홀극
한 방향으로 병진 불변성을 부과하여 양-밀스 방정식을 3차원으로 차원 축소하면 {\displaystyle \Phi :\mathbb {R} ^{3}\to {\mathfrak {g}}}이  행렬족인 쌍 {\displaystyle (A,\Phi )}에 대한 보고몰니 방정식이 생성된다.그 방정식은 다음과 같다:
{\displaystyle F_{A}=\star d_{A}\Phi .}
주다발 {\displaystyle P\to \mathbb {R} ^{3}}이 구조 군 {\displaystyle \operatorname {U} (1)}을 가지고 있으며, 보고몰니 방정식에 대한 해는 고전 전자기학에서 자기 홀극을 설명하는 디랙 자기 홀극을 모형화한다. 남과 히친의 연구는 구조 군이 특수 유니타리 군 {\displaystyle \operatorname {SU} (2)}일 때 자기 홀극 방정식에 대한 해는 남 방정식에 대한 해에 해당함을 보였으며, 도날드슨의 업적에 의해 이것들은 더 나아가 {\displaystyle \mathbb {CP} ^{1}}에서 자신으로 가는 {\displaystyle k}차 유리 사상에 대응함이 보여졌다. 여기서 {\displaystyle k}는 자기 홀극의 전하이다. 이 전하는, {\displaystyle \mathbb {R} ^{3}}안에 있는 구 {\displaystyle S_{R}} 위에서 다음 쌍 {\displaystyle (\Phi ,F_{A})\in \Omega ^{2}(\mathbb {R} ^{3})}의 적분의  반경 {\displaystyle R}이 무한대로 갈 때 극한 값으로 정의된다:
{\displaystyle \lim _{R\to \infty }\int _{S_{R}}(\Phi ,F_{A})=4\pi k.}

### 천–사이먼스이론
3차원 천-사이먼스 이론은 천-사이먼스 형식의 적분에 비례하는 작용 범함수를 갖는 미분 위상 수학적 양자장 이론이다.
{\displaystyle \operatorname {Tr} (F_{A}\wedge A-{\frac {1}{3}}A\wedge A\wedge A).}
닫힌 3차원 다양체 {\displaystyle X}에서 천-사이먼스 범함수의 오일러-라그랑주 방정식에 대한 고전적 해는 구조 군 {\displaystyle G}를 가진 주다발 {\displaystyle P\to X}의 평탄 접속에 해당한다. 그러나 {\displaystyle X}의 경계가 있으면 상황이 더 복잡해진다. 천–사이먼스 이론은 에드워드 위튼이 매듭 불변량인 존스 다항식을 {\displaystyle S^{3}}위에서 {\displaystyle \operatorname {SU} (2)} 천-사이먼스 이론 안의 윌슨 루프의 진공 기대값으로 표현하는 데 사용되었다. 이것은 위상 수학에 대한 새로운 통찰력을 제공하는 게이지 이론 문제의 힘을 확실하게 입증했으며 위상 양자장론의 초기 사례들 중 하나였다.
고전적인 천-사이먼스 이론의 양자화에서 3차원 다양체 안의 곡면 {\displaystyle \Sigma \subset X}으로 제한된 주 다발에서 유도된 평면 또는 사영적 평탄 접속을 연구한다. 각 곡면에 해당하는 고전적 상태 공간은 정확히 아티야와 보트가 연구한 양-밀스 방정식의 모듈라이 공간이다. 이 공간들의 기하학적 양자화는 나이절 히친과 Axelrod-Della Pietra-위튼에 의해 독립적으로 이루어졌으며, 구조 군이 복소적인 경우 구성 공간은 힉스 다발의 모듈라이 공간이 된다. 이 양자화는 위튼이 하였다.

### 플뢰어 호몰로지
안드레아스 플뢰어는 유한 차원에서 모스 호몰로지와 비슷하게 정의된 3차원 다양체에 대한 호몰로지 유형을 도입했다. 이 호몰로지 이론에서 모스 함수는 구조 군 {\displaystyle \operatorname {SU} (2)}를 가지는 3차원 다양체 {\displaystyle X}위의 주다발의 접속들의 공간에서 정의된 천–사이먼스 범함수이다. 임계점은 평탄 접속이며, 흐름선은 두 경계 요소의 임계 평탄 접속으로 제한된 {\displaystyle M\times I} 위의 양-밀스 순간자로 정의된다. 이는 순간자 플뢰어 호몰로지로 이어진다. 아티야–플뢰어 추측은 순간자 플뢰어 호몰로지가, {\displaystyle X}의 히가드 분할을 정의하는 곡면 {\displaystyle \Sigma \subset X}의 평탄 접속의 모듈라이 공간의 라그랑주 교차 플뢰어 호몰로지와 일치한다고 주장한다. 이는 아티야와 보트의 관찰로 인해 심플렉틱이다.
순간자 플뢰어 호몰로지과 비슷하게, 순간자가 자이베르그–위튼 방정식의 해로 대체되는 자이베르그–위튼 플뢰어 호몰로지를 정의할 수 있다. 클리포드 타우베스의 업적에 의해 이것은 매장된 접촉 호몰로지와, 후속적으로 히가드 플뢰어 호몰로지에 대해 동형인 것으로 알려져 있다.

## 4차원 게이지 이론
게이지 이론은 4차원에서 가장 집중적으로 연구되어 왔다. 입자 물리학의 표준 모형이 4차원 시공간에서 양자장론으로 생각할 수 있기 때문에, 4차원에서 수학적 게이지 이론은 물리학적 게이지 이론과 상당히 겹친다. 4차원 게이지 이론 문제에 대한 연구는 자연스럽게 위상 양자장론으로 이어진다. 위상 양자장론은 배경이 되는 4차원 리만 다양체에 주어진 리만 계량의 변화에 민감하지 않은 물리학적 게이지 이론이므로, 다양체의 미분 위상 수학적 불변량을 정의하는 데 사용할 수 있다.

### 반 자기 쌍대 방정식
4차원에서 양-밀스 방정식은 향을 줄 수 있는 4차원 리만 다양체 {\displaystyle X}를 기저 다양체로 하는 주다발 {\displaystyle P\to X}의 접속 {\displaystyle A}에 대한 1차 반자기 쌍대 방정식 {\displaystyle \star F_{A}=-F_{A}}으로 단순화 된다. 양-밀스 방정식에 대한 이러한 해는 양-밀스 범함수의 절대 최소값을 나타내며, 더 높은 임계점은 반 자기 쌍대 접속에서 발생하지 않는 해 {\displaystyle d_{A}\star F_{A}=0}에 해당한다. 반 자기 쌍대 방정식에 대한 해의 모듈라이 공간 {\displaystyle {\mathcal {M}}_{P}}에서 배경 4차원 다양체에 대한 유용한 불변량을 도출할 수 있다.

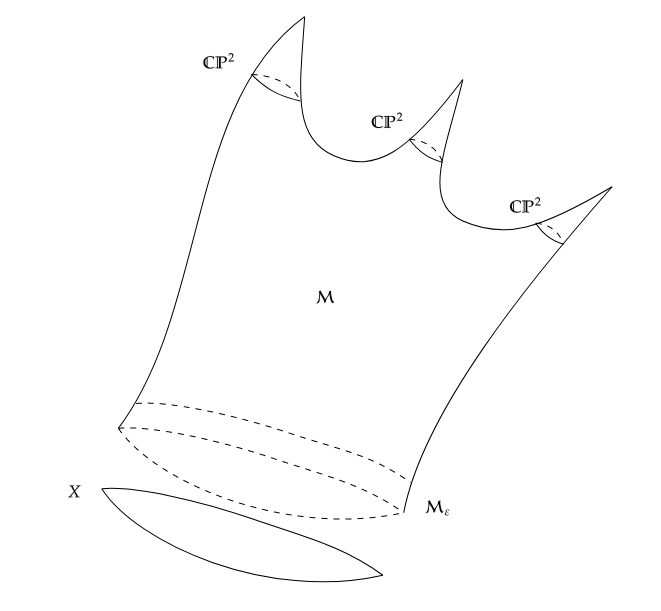
도날드슨 정리에서 반 자기 이중 접속의 모듈라이 공간에 의해 주어진 보충 경계.

이 이론은 {\displaystyle X}가 단일 연결 공간인 경우에 가장 효과적이다. 예를 들어, 이 경우 도날드슨 정리는 4차원 다양체가 음의 정부호 교차 형식(4차원 다양체)을 갖고 주 다발이 구조 군 {\displaystyle \operatorname {SU} (2)}을 갖고 천 특성류 {\displaystyle c_{2}(P)=1}을 가진다면, 모듈라이 공간 {\displaystyle {\mathcal {M}}_{P}}은 5차원이며 {\displaystyle X} 자신과 {\displaystyle \mathbb {CP} ^{2}}들 {\displaystyle b_{2}(X)}개 분리 합집합 사이에 보충 경계를 제공한다. 방향이 반대로 된 상태에서. 이는 이러한 4차원 다양체의 교차 형식이 대각화 가능함을 의미한다. E8 다양체와 같이 대각화 불가능한 교차 형식를 갖는 단순 연결 위상 4차원 다양체의 예가 있으므로, 도날드슨 정리는 미분 구조를 부여 할 수 없는 4차원 위상 다양체의 존재를 암시한다. 이것은 위상 구조와 매끄러운 구조가 동등한 2차원 또는 3차원 다양체의 경우와 극명한 대조를 이룬다. 3보다 작거나 같은 차원의 모든 위상 다양체는 유일한 미분 구조를 갖는다.
유클리드 공간 {\displaystyle \mathbb {R} ^{4}}이 비가산 무한 가지의 서로 다른 미분 구조들을 허용함을 보여주기 위해 클리포드 타우베스와 도날드슨이 비슷한 방법을 사용했다. 이는 4차원이 아닌 모든 유클리드 공간이 유일한 미분 구조를 가지고 있다는 사실과 극명한 대조를 이룬다.
이러한 아이디어의 확장은 도날드슨 이론으로 이어지며, 이는 접속들의 모듈라이 공간에서 매끄러운 4차원 다양체의 추가적 불변량을 구성한다. 이러한 불변량들은 카렌 울렌백, 타우베스 및 도날드슨이 모듈라이 공간의 향을 줄 수 있음과 콤팩트성을 보여주는 해석학적 작업으로 인해 존재하는 기본류에 대해 모듈 공간의 코호몰로지 류를 계산하여 얻는다.
4차원 다양체가 켈러 다양체 또는 대수 곡면이고 주다발이 소멸하는 첫 번째 천 특성류를 가질 때, 반 자기 쌍대 방정식들은 복소 다양체 {\displaystyle X}의 해밀턴 양-밀스 방정식과 동일하다. 도날드슨과 일반적으로 울렌백 및 야우에 의해 대수 곡면에 대해 입증된 코바야시-히친 대응은 HYM 방정식에 대한 해가 안정적인 정칙 선형 다발에 해당한다고 주장한다. 이 작업은 모듈라이 공간과 그 콤팩트화에 대한 대안적인 대수적 설명을 제공했는데, 이는 복소 다양체에 대한 준안정 정칙 선형 다발의 모듈라이 공간이 사영 다형체이고, 따라서 콤팩트하기 때문이다. 이것은 연결의 모듈라이 공간을 콤팩트화 하는 한 가지 방법이 소위 준 해밀턴 양-밀스 접속이라고 하는 준안정 선형 다발에 해당하는 접속을 추가하는 것임을 나타낸다.

### 자이베르그–위튼 방정식
4차원 공간에서 초대칭을 연구하는 동안, 에드워드 위튼과 나탄 자이베르그는 현재 자이베르그–위튼 방정식이라고 하는 접속 {\displaystyle A}와 스피너 장 {\displaystyle \psi }에 대한 연립 방정식을 발견했다. 이 경우 4차원 다양체는 디터미넌트 선 다발 {\displaystyle L}과 연관된 스피너 다발 {\displaystyle S^{+}}에 대한 스핀C 주다발 {\displaystyle P}를 정의하는 스핀C 구조를 허용해야 한다.  여기서 접속 {\displaystyle A}는 {\displaystyle L}의 접속이고, 스피너 장 {\displaystyle \psi }는 {\displaystyle \psi \in \Gamma (S^{+})}. 자이베르그–위튼 방정식은 다음과 같다:
{\displaystyle {\begin{cases}F_{A}^{+}=\psi \otimes \psi ^{*}-{\frac {1}{2}}|\psi |^{2}\\d_{A}\psi =0.\end{cases}}}
자이베르그-위튼 방정식의 해를 자기 홀극이라고 한다. 자이베르그–위튼 방정식에 대한 해의 모듈라이 공간 {\displaystyle {\mathcal {M}}_{\sigma }}(여기서 {\displaystyle \sigma } 스핀 구조의 선택을 나타낸다.)은 자이베르그-위튼 불변량을 유도하는 데 사용된다. 자이베르그-위튼 방정식은 방정식 자체가 해의 모듈라이 공간에 더 나은 특성을 제공하기 위해 약간 섭동 될 수 있다는 점에서 반 자기 쌍대 방정식보다 이점이 있다. 이를 위해 임의의 자기 쌍대 제 2형식을 첫 번째 방정식에 추가한다. 배경 4차원 다양체에서 계량 {\displaystyle g}의 일반적인 선택과 섭동 제 2형식의 선택에 대해, 해의 모듈라이 공간은 매끄러운 콤팩트 다양체이다. 적당한 조건에서(즉, 다양체 {\displaystyle X}가 단순 유형 일 때), 이 모듈라이 공간은 0차원이다. 즉, 유한한 수의 점들의 집합이다. 이 경우 자이베르그–위튼 불변량은 단순히 모듈라이 공간의 점들의 수이다. 자이베르그-위튼 불변량은 도날드슨 불변량과 동일한 결과를 증명하는 데 사용할 수 있지만 더 일반적으로 적용되는 더 쉬운 증명을 사용하는 경우가 많다.

## 더 높은 차원의 게이지 이론

### 에르미트 양-밀스 방정식
특정 종류의 양-밀스 접속은 켈러 다양체 또는 에르미트 다양체에 대해 정의된 경우에도 연구될 수 있다. 에르미트 양-밀스 방정식은 4차원 양-밀스 이론에서 발생하는 반 자기 쌍대 방정식을 모든 차원의 에르미트 복소 다양체에 대한 정칙 선형 다발로 일반화한다. 만약에 {\displaystyle E\to X}가 콤팩트 켈러 다양체 {\displaystyle (X,\omega )}에 대한 정칙 선형 다발이고, {\displaystyle A}가  {\displaystyle E}위의 에르미트 계량 {\displaystyle h}에 대한 에르미트 접속이면 에르미트 양-밀스 방정식은 다음과 같다:
{\displaystyle {\begin{cases}F_{A}^{0,2}=0\\\Lambda _{\omega }F_{A}=\lambda (E)\operatorname {Id} _{E}.\end{cases}}}
여기서 {\displaystyle \lambda (E)\in \mathbb {C} }는 {\displaystyle E}에 따라 달라지는 위상 수학적 상수이다. 이들은 에르미트 접속 {\displaystyle A} 또는 해당 에르미트 계량 {\displaystyle h}와 연관된 천 접속 {\displaystyle A}에 대한 방정식으로 볼 수 있다. 4차원에서 HYM 방정식은 ASD 방정식과 동일하다. 2차원에서 HYM 방정식은 아티야와 보트가 고려한 양-밀스 방정식에 해당한다. 코바야시-히친 대응은 HYM 방정식의 해가 polystable 정칙 선형 다발과 일치한다고 주장한다. 콤팩트 리만 곡면의 경우 도날드슨이 증명한 나라심한과 세샤드리의 정리에 해당한다. 대수 곡면의 경우 이는 도날드슨에 의해 증명되었으며, 일반적으로 카렌 울렌백과 야우싱퉁에 의해 증명되었다.

### 예외적 홀로노미 순간자
4차원 다양체의 불변량을 정의하는 양-밀스 방정식의 해의 효율성은 7차원 G2 다양체와 8차원 스핀(7) 다양체와 같은 예외적인 홀로노미 다양체를 구별하는 데 도움이 될 수 있다는 관심을 불러일으켰다. 또한 6차원 칼라비-야우 다양체들 및 준 켈러 다양체들과 같은 관련 구조들을 구별하는데도 도움이 될 수 있다.

### 끈 이론
초끈 이론 모델에서 새로운 게이지 이론 문제가 발생한다. 이러한 모델에서 시공간은 4차원의 정규 시공간과 6차원 칼라비-야우 다양체로 구성된 10차원 다양체로 수학적 모델링 된다. 이 이론에서 끈에 작용하는 장은 이러한 고차원 공간의 다발에 존재하며, 이들과 관련된 게이지 이론 문제에 관심이 있다. 예를 들어, 6차원 칼라비-야우 다양체에서 끈의 반경이 0에 접근할 때, 초끈 이론의 자연스러운 장 이론의 극한(소위 큰 부피 극한)은 이 다양체에 대한 에르미트 양-밀스 방정식에 의해 제공된다. 큰 부피 극한에서 벗어나 변형된 에르미트 양-밀스 방정식 거울 대칭은 이러한 방정식에 대한 해가 거울 쌍대 칼라비-야우 다양체의 특수한 라그랑주 부분 다양체에 해당해야 한다고 예측한다.

## 같이 보기
- 게이지 이론(물리학)
- 게이지 이론 소개
- 게이지 군
- 게이지 대칭 (수학)
- 양-밀스 이론
- 양-밀스 방정식

## 참조
1. ↑  Atiyah, M.F., Hitchin, N.J. and Singer, I.M., 1977. Deformations of instantons. Proceedings of the National Academy of Sciences, 74(7), pp. 2662–2663.
2. ↑  Atiyah, M.F., Hitchin, N.J. and Singer, I.M., 1978. Self-duality in four-dimensional Riemannian geometry. Proceedings of the Royal Society of London. A. Mathematical and Physical Sciences, 362(1711), pp. 425–461.
3. ↑  Atiyah, M.F. and Ward, R.S., 1977. Instantons and algebraic geometry. Communications in Mathematical Physics, 55(2), pp. 117–124.
4. ↑  Atiyah, M.F., Hitchin, N.J., Drinfeld, V.G. and Manin, Y.I., 1978. Construction of instantons. Physics Letters A, 65(3), pp. 185–187.
5. 1 2 3  Atiyah, M.F. and Bott, R., 1983. The yang-mills equations over riemann surfaces. Philosophical Transactions of the Royal Society of London. Series A, Mathematical and Physical Sciences, 308(1505), pp. 523–615.
6. ↑  Uhlenbeck, K.K., 1982. Connections withL p bounds on curvature. Communications in Mathematical Physics, 83(1), pp. 31–42.
7. ↑  Donaldson, S.K., 1983. An application of gauge theory to four-dimensional topology. Journal of Differential Geometry, 18(2), pp. 279–315.
8. ↑  Donaldson, S.K., 1990. Polynomial invariants for smooth four-manifolds. Topology, 29(3), pp. 257–315.
9. 1 2  Witten, E., 1989. Quantum field theory and the Jones polynomial. Communications in Mathematical Physics, 121(3), pp. 351–399.
10. 1 2  Witten, Edward (1994), "Monopoles and four-manifolds.", Mathematical Research Letters, 1 (6): 769–796, arXiv:hep-th/9411102, Bibcode:1994MRLet...1..769W, doi:10.4310/MRL.1994.v1.n6.a13, MR 1306021, archived from the original on 2013-06-29
11. ↑  Vafa, C. and Witten, E., 1994. A strong coupling test of S-duality. arXiv preprint hep-th/9408074.
12. 1 2  Simon K. Donaldson, Anti self-dual Yang-Mills connections over complex algebraic surfaces and stable vector bundles, Proceedings of the London Mathematical Society (3) 50 (1985), 1-26.
13. 1 2  Karen Uhlenbeck and Shing-Tung Yau, On the existence of Hermitian–Yang-Mills connections in stable vector bundles.Frontiers of the mathematical sciences: 1985 (New York, 1985). Communications on Pure and Applied
14. ↑  Hitchin, N.J., 1987. The self-duality equations on a Riemann surface. Proceedings of the London Mathematical Society, 3(1), pp. 59–126.
15. ↑  Simpson, Carlos T. Higgs bundles and local systems. Publications Mathématiques de l'IHÉS, Volume 75 (1992), pp. 5–95. http://www.numdam.org/item/PMIHES_1992__75__5_0/
16. 1 2  Donaldson, S.K., Donaldson, S.K. and Kronheimer, P.B., 1990. The geometry of four-manifolds. Oxford University Press.
17. ↑  Peskin, Michael; Schroeder, Daniel (1995). An introduction to quantum field theory (Reprint ed.). Westview Press. ISBN 978-0201503975.
18. ↑  Narasimhan, M.S. and Seshadri, C.S., 1965. Stable and unitary vector bundles on a compact Riemann surface. Annals of Mathematics, pp. 540–567.
19. ↑  Donaldson, S.K., 1983. A new proof of a theorem of Narasimhan and Seshadri. Journal of Differential Geometry, 18(2), pp. 269–277.
20. ↑  Nahm, W., 1983. All self-dual multimonopoles for arbitrary gauge groups. In Structural elements in particle physics and statistical mechanics (pp. 301–310). Springer, Boston, MA.
21. ↑  Hitchin, N.J., 1983. On the construction of monopoles. Communications in Mathematical Physics, 89(2), pp. 145–190.
22. ↑  Donaldson, S.K., 1984. Nahm's equations and the classification of monopoles. Communications in mathematical physics, 96(3), pp. 387–408.
23. ↑  Hitchin, N.J., 1987. The self‐duality equations on a Riemann surface. Proceedings of the London Mathematical Society, 3(1), pp. 59–126.
24. ↑  Simpson, C.T., 1988. Constructing variations of Hodge structure using Yang-Mills theory and applications to uniformization. Journal of the American Mathematical Society, 1(4), pp. 867–918.
25. ↑  Simpson, C.T., 1992. Higgs bundles and local systems. Publications Mathématiques de l'IHÉS, 75, pp. 5–95.
26. ↑  Simpson, C.T., 1994. Moduli of representations of the fundamental group of a smooth projective variety I. Publications Mathématiques de l'IHÉS, 79, pp.47–129.
27. ↑  Simpson, C.T. Moduli of representations of the fundamental group of a smooth projective variety. II. Publications Mathématiques de L’Institut des Hautes Scientifiques 80, 5–79 (1994). https://doi.org/10.1007/BF02698895
28. ↑  Simpson, C., 1996. The Hodge filtration on nonabelian cohomology. arXiv preprint alg-geom/9604005.
29. ↑  Atiyah, Michael; Hitchin, Nigel (1988), The geometry and dynamics of magnetic monopoles, M. B. Porter Lectures, Princeton University Press, ISBN 978-0-691-08480-0, MR 0934202
30. ↑  Hitchin, N.J., 1990. Flat connections and geometric quantization. Communications in mathematical physics, 131(2), pp. 347–380.
31. ↑  Axelrod, S., Della Pietra, S. and Witten, E., 1991. Geometric quantization of Chern–Simons gauge theory. representations, 34, p. 39.
32. ↑  Witten, E., 1991. Quantization of Chern-Simons gauge theory with complex gauge group. Communications in Mathematical Physics, 137(1), pp. 29–66.
33. ↑  Floer, A., 1988. An instanton-invariant for 3-manifolds. Communications in mathematical physics, 118(2), pp. 215–240.
34. ↑  S. K. Donaldson and R. P. Thomas. Gauge theory in higher dimensions. In The Geometric Universe (Oxford, 1996), pages 31–47. Oxford Univ. Press,Oxford, 1998.
35. ↑  Simon Donaldson and Ed Segal. Gauge theory in higher dimensions, II. InSurveys in differential geometry. Volume XVI. Geometry of special holonomyand related topics, volume 16 ofSurv. Differ. Geom., pages 1–41. Int. Press,Somerville, MA, 2011.
36. ↑  Leung, N.C., Yau, S.T. and Zaslow, E., 2000. From special lagrangian to hermitian-Yang-Mills via Fourier-Mukai transform. arXiv preprint math/0005118.